# Івахни (станція)
Івахни — колишня залізнична станція Одеської залізниці.
Розташована у смт Цибулів Черкаської області. Станція обслуговувала Цибулівський цукровий завод.
Є кінцевою гілки від станції Монастирище (14 км).

## Історія
Станцію було відкрито 1929 року. У 2017-18-тих роках залізничну колію від станції Монастирище повністю демонтовано.